# Maria Lluïsa Expósito i Molina
Maria Lluïsa Expósito i Molina (Burjassot, 22 de maig de 1951 és una política catalana, diputada al Congrés dels Diputats en la VII Legislatura.
A les eleccions municipals espanyoles de 1999 i 2003 fou escollida regidora per CiU a l'ajuntament de Tarragona, on ha estat tinent d'alcalde i regidora de l'àrea d'ensenyament. En 2002 va substituir en el seu escó Josep Maldonado i Gili, elegit diputat a les eleccions generals espanyoles de 2000. Ha estat Secretària de la Comissió de Peticions i Vocal de la Delegació espanyola en el Grup d'Amistat amb la Dieta de Polònia.